# Audiosmog
Audiosmog war eine vierköpfige deutsche Rockband, die sich Anfang der 2000er-Jahre in Wadersloh im Münsterland formierte.
Mitglieder waren: Andre Schön (Gitarre/Gesang), René Berndt (Gitarre, seit 2022 Bass bei Käpt’N Picus), Niels Goldau (Bass/Gesang) und Mark Lehmkuhl (Schlagzeug, seit 2020 Gesang/Gitarre bei Gainbombs).
Gemeinsam mit dem damaligen VIVA-Moderator Tobias Schlegl als Gastsänger nahmen sie 2001 eine Coverversion des Titels Daylight in Your Eyes von den No Angels auf, die bis auf Platz 36 der deutschen Singlecharts rückte. Es folgten die Single When Will I Be Famous (im Original von Bros) sowie das Coveralbum Top of the Rocks.

## Diskografie

### Studioalben
- 2001: Top of the Rocks

### Singles
- 2001: Daylight in Your Eyes
- 2001: When Will I Be Famous
- 2003: The Ketchup Song
- 2004: Dragostea din tei
- 2008: Shine Like a Superstar
- 2010: Pokerface
- 2012: Last Friday Night (T.G.I.F.)